# دراغان نيكوليتش (جندي)
دراغان نيكوليتش (26 أبريل 1957 - 4 يونيو 2018) كان قائد للجيش الصربي البوسني في معسكر اعتقال سوشيتشا بالقرب من فلاسينيتشا في شرق البوسنة والهرسك الذي اتُهم بارتكاب جرائم حرب. تم القبض عليه في البوسنة والهرسك من قبل قوة تحقيق الاستقرار بقيادة الناتو واقتيد إلى لاهاي في هولندا لمحاكمته.
جادل نيكوليتش بأن سيادة البوسنة والهرسك قد انتهكت عندما اختطفته قوة تحقيق الاستقرار بدل من تسليمه طواعية. وادعى أنه نتيجة لذلك لم يكن بوسع المحكمة الجنائية الدولية ليوغوسلافيا السابقة ممارسة الولاية القضائية على القضية. علقت محكمة الاستئناف بالمحكمة الجنائية الدولية ليوغوسلافيا السابقة على الحاجة إلى تحقيق التوازن بين توقع مشروع بأن يتم تقديم شخص متهم «بجرائم مُدانة عالميا» إلى العدالة «مقابل مبدأ سيادة الدولة وحقوق الإنسان الأساسية للمتهم».
وجدت محكمة الاستئناف «أنه لا يوجد أساس لعدم ممارسة الولاية القضائية». بعد محاكمة المحكمة الجنائية الدولية ليوغوسلافيا السابقة حُكم عليه بالسجن لمدة 23 عام في 18 ديسمبر 2003. تم تخفيض هذا إلى 20 عام بعد استئناف الحكم. تم اعتقال 8000 من المدنيين البوسنيين بشكل رئيسي في مخيم سوشيتشا بين مايو وأكتوبر 1992.
كان نيكوليتش يقضي عقوبته في سجن بإيطاليا حتى تم الإفراج عنه مبكرا في عام 2013. توفي في صربيا في يونيو 2018 عن عمر يناهز 61 عام ودُفن في فلاسينيتشا.